# Aimer, boire et chanter
Aimer, boire et chanter is een Franse dramafilm uit 2014 onder regie van Alain Resnais.

## Verhaal
Een vriendenkring komt erachter dat een van hen nog maar enkele maanden te leven heeft. Meteen na diens overlijden treffen de vrienden elkaar weer. Het tragische verlies heeft een vreemde uitwerking op de groep.

## Rolverdeling
- Sabine Azéma: Kathryn
- Hippolyte Girardot: Colin
- Caroline Silhol: Tamara
- Michel Vuillermoz: Jack
- Sandrine Kiberlain: Monica
- André Dussollier: Simeon
- Alba Gaïa Kraghede Bellugi: Tilly